# Lobus himalayae
Lobus himalayae är en tvåvingeart som beskrevs av Martin 1972. Lobus himalayae ingår i släktet Lobus och familjen rovflugor. Inga underarter finns listade i Catalogue of Life.